# Тупицино (Московская область)
Тупи́цино — деревня в городском округе Домодедово Московской области России. Расположена вблизи аэропорта «Домодедово». 
До 2005 года входила в Колычевский сельский округ.
Население — 4 чел. (2020).

## Расположение

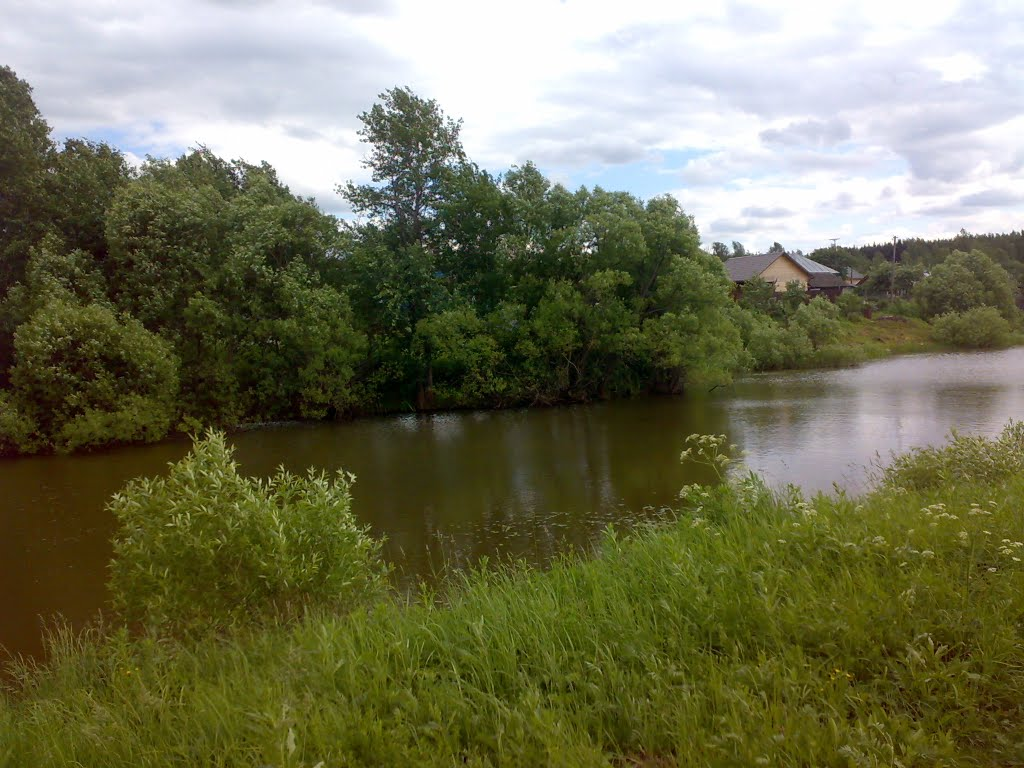
Пруд в Тупицино

Вблизи деревни находятся садовые товарищества «Рассвет» и «Поляна-3». Чуть более чем в 1,5 км расположена деревня Шишкино, через которую можно въехать по единственной дороге.  
Расстояние (по дороге) от МКАД — 22 км, до города Домодедово — 5,65 км, до микрорайона Авиационный — 3,02 км, до аэропорта «Домодедово» — 3,8 км. Недалеко, в 2,16 км, — Домодедовское кладбище. 
Разделяется на три улицы: Береговая, Строевая и Сумская. До сентября 2017 года из-за путаницы геодезических контор имела название как «Тупицыно», так и «Тупицино». На территории расположено 39 жилых домов.
Рядом с деревней Шишкино сохранилась полуразрушенная усадьба Шишкино и неплохо сохранившееся здание бывшего пионерского лагеря, которая с большой вероятностью имеет отношение к происхождению д. Тупицино.
Периодически приезжими проводятся споттинги, где открывается очень удобный вид за просмотром взлета и посадки низколетящих самолётов.

## История
Упоминается в XVI веке. Есть два популярных мнения, которое дало название деревни:
- от живших в ней семьи Тупициных, в которой располагалась усадьба, однако данный факт не подтвержден, так как исторически доказательств строения нет;
- от въезда в деревню в тупик.

Согласно краеведческим записям с 1676 по 1690 годы деревня была основана майором Чебышкиным Степаном Тихоновичем, который взял у Боровского Пафнутия монастыря землю в свое пользование, которое после кончины вновь перешло во владение монастыря.
В середине XIX века Тупицино — деревня государственных имуществ 2-го стана Бронницкого уезда Московской губернии, в ней было 11 дворов, крестьян 39 душ мужского пола и 48 душ женского. В «Списке населённых мест» 1862 года — казённая деревня 2-го стана Бронницкого уезда по правую сторону Подольского тракта (из Бронниц в Подольск), в 22 верстах от уездного города и 17 верстах от становой квартиры, при колодце, с 10 дворами и 76 жителями (38 мужчин, 38 женщин). По данным на 1899 год — деревня Рождественской волости 3-го стана Бронницкого уезда с 40 душами населения (19 мужчин, 21 женщина).
На картах Стрельбицкого И. А. с 1860 по 1933 года деревня упоминается как Тупицина.
В начале 1990-х годов произошел резкий упадок сельского хозяйства и земли вокруг деревни стали активно распродаваться под садоводческие товарищества, образовав таким образом СНТ «Рассвет» и СНТ «Поляна-3».
В 1911 году — 9 дворов. По материалам Всесоюзной переписи населения 1926 года — деревня Ловцовского сельсовета Рождественской волости Бронницкого уезда, проживало 53 человека (22 мужчины, 31 женщина), насчитывалось 10 крестьянских хозяйств.
В июне 2024 был установлен памятник "Памяти погибшим в великой отечественной войне 1941-1945г"

## Население
| 1852 | 1859 | 1899 | 1926 | 2002 | 2010 | 2016 |
| ---- | ---- | ---- | ---- | ---- | ---- | ---- |
| 87   | ↘76  | ↘40  | ↗53  | ↘0   | →0   | ↗2   |
| 2020 |      |      |      |      |      |      |
| ↗4   |      |      |      |      |      |      |

## Транспорт
Ближайшие к деревне автобусные остановки:
- «Строитель» на расстоянии 904 метров (пешком 16 минут), проходит транспорт:
  - автобус № 404 («м. Домодедовская» — Платформа Взлётная)
  - автобус № 26 (Красный Путь — Аэропорт Домодедово)
  - автобус № 30 (Станция Домодедово — Аэропорт Домодедово)
  - автобус № 11 (Аэропорт Домодедово — Новое Домодедово)
  - маршрутка № 52 (Аэропорт Домодедово — Платформа Взлётная)
- «Шишкино» на расстоянии 1629 метров (пешком 28 минут), проходит транспорт:
  - автобус № 510 («м. Домодедовская» — Домодедовское кладбище)
  - автобус № 404 («м. Домодедовская» — Платформа Взлётная)[26]
  - автобус № 308 («м. Домодедовская» — Аэропорт Домодедово)
  - автобус № 23 (Домодедово - Мещерино - Кладбище - Киселиха - Домодедово)

В 1,7 км от деревни расположена железнодорожная станция «Космос», в 2,9 км — железнодорожная станция «Авиационная». Вблизи проходит автомобильная дорога А-105 и пути железнодорожной линии Павелецкого направления.